# دایسوکه آمایا
دایسوکه آمایا (به ژاپنی: 天谷 大輔 ، به انگلیسی: Amaya Daisuke, متولد ۲۹ آوریل، ۱۹۷۷) با نام مستعار پیکسل (به انگلیسی: Pixel) یک توسعه دهنده ژاپنی بازی‌های ویدئویی مستقل است. او بیشتر برای توسعه بازی داستان غار که به نسخه‌های زیادی باز خلق شده، شناخته شده است.

## حرفه
محبوب‌ترین اثر او، داستان غار، یک بازی پلتفورمر رایگان است که در سال ۲۰۰۴ برای رایانه‌های شخصی منتشر شد و به‌طور کامل توسط خود او در مدت پنج سال ساخته شده است. این بازی مورد تحسین گسترده منتقدان قرار گرفت، و در ژوئیه ۲۰۰۶ در صدر فهرست ۵۰ بازی رایگان برتر تمام دوران در مجله سوئدی Super PLAY ظاهر شد.
از دیگر کارهای آمایا می‌توان به ساخت بازی Ikachan که در سال ۲۰۰۰ منتشر شد و همچنین بسیاری از بازی‌های کم تیراژ دیگر اشاره کرد. پروژه‌های فعلی او، در صورت وجود، تا حدودی ناشناخته هستند، اما با این حال او به صورت منظم دربارهٔ پروژه‌های فعلی خود در حساب توییترش اطلاعاتی ارائه می‌دهد. قبل از کار بر روی بازی Kero Blaster، او بر روی بازی ای با عنوان "Rockfish" کار می‌کرد که قرار بود در سال ۲۰۱۲ به پایان برسد اما توسعه این پروژه به منظور توسعه بازی Kero Blaster در سال ۲۰۱۳ لغو شد. آمایا همچنین به عنوان ایده پرداز بازی NightSky اثر نیکلاس نایجرن شناخته شده است. در مه ۲۰۱۴، آمایا بازی Kero Blaster که یک بازی تیراندازی پلتفورمر ساید-اسکرولر است را منتشر کرد. این بازی نخستین کار بزرگ آمایا از زمان انتشار Cave Story بود. در اکتبر ۲۰۱۵، او نسخه بروز رسانی شده Kero Blaster را با نام Kero Blaster ZANGYOU منتشر کرد که دارای داستان جدید، مراحل و به‌طور کلی سختی بازی بیشتر است. در سال ۲۰۲۱، آمایا به توسعه بازی Haru to Shura اثری از MIYAKOpubl کمک کرد.

## نرم‌افزار آهنگسازی
آمایا نرم‌افزارهای مختلفی برای آهنگسازی و موسیقی ساخته است. تمام نرم‌افزار آهنگسازی او از رابط کاربری piano roll استفاده می‌کنند.
Org Maker نرم‌افزاری است که برای آهنگسازی با فرمت .org استفاده می‌شود که از آن در موسیقی‌های بازی Cave Story استفاده شده است.
او هم‌اکنون در حال توسعه نرم‌افزار PxTone است که جانشین نرم‌افزار Org Maker محسوب می‌شود.

## بازی‌ها
- Ikachan (2000)
  - Ikachan 3DS (2013)
- Azarashi (2001)
  - Azarashi iOS (2012)
- Glasses (Megane) (2003)
- Cave Story (2004)
  - Cave Story Wii (2010)
  - Cave Story DSi (2010)
  - Cave Story+ (2011)
  - Cave Story 3D (2011)
  - Cave Story 3DS (2012)
- Guxt (2007)
- NightSky (2011) - story
- Pink Hour (2014)
- Kero Blaster (2014)
- Pink Heaven (2015)